# Parabotryon connatum
Parabotryon connatum är en svampart som beskrevs av Syd. 1926. Parabotryon connatum ingår i släktet Parabotryon och familjen Phaeosphaeriaceae.   Inga underarter finns listade i Catalogue of Life.